# Контрада Палацо Сокорсо (Салерно)
Контрада Палацо Сокорсо је насеље у Италији у округу Салерно, региону Кампанија.
Према процени из 2011. у насељу је живело 59 становника. Насеље се налази на надморској висини од 610 м.